# سمنة (أرحب)

تعديل مصدري - تعديل

سمنة هي إحدى قرى عزلة زندان بمديرية أرحب التابعة لمحافظة صنعاء، بلغ تعداد سكانها 476 نسمة حسب تعداد اليمن لعام 2004.